# Соціальний натуралізм
Соціальний натуралізм — футурологічна теорія, сутність якої полягає у визнанні існування соціальної форми природи, поряд з фізичною природою і біологічною природою. Ця теорія випливає з ідеї природної цілісності світу. Відповідно до вказаної ідеї усе суще на світі поділяється на три природи — феномени фізичної природи, феномени біологічної природи, феномени соціальної природи (теорія трьох природ). Тому соціальний натуралізм (або: "соціал-натуралізм") на відміну від інших концепцій натуралізму, не є редукціонізмом, тобто не зводить існування соціальних феноменів до законів фізичної чи біологічної природи. Він «відкриває» існування третьої природи — соціальної, яка існує за власними, притаманними саме їй природними законами — законами соціальної природи. На основі цього розвивається так звана «теорія трьох природ». 

## Принцип соціального натуралізму
Теорія соціального натуралізму розкривається, зокрема, у наукових працях українського вченого Олександра Костенка. 
Згідно з теорією, описаною Олександром Костенко, результатом розвитку ідеології Просвітництва XVII — XVIII століть є соціальний натуралізм, який і має стати ідеологією Новітнього Просвітництва. Соціальний натуралізм — це світогляд, що виводиться з ідеї природної цілісності світу, за якою все, що існує на світі, має керуватись законами Матері-Природи. Виходячи з названої ідеї, воля і свідомість — це лише розвинуті у людини можливості пристосування її до законів Матері-Природи, а не те, що робить її незалежною від цих законів. 
Суть принципу соціального натуралізму полягає у визнанні того, що: 1) соціальне життя людей має узгоджуватися із законами природи; 2) ці закони не є законами фізичної чи біологічної природи, — вони є законами соціальної природи; 3) роль волі і свідомості людей полягає у тому, що вони є засобами пізнання законів соціальної природи (зокрема й законів природного права) й узгодження з ними людського життя у суспільстві (зокрема за допомогою законодавства). 
Згідно з соціальним натуралізмом люди мають керуватися принципом верховенства законів соціальної природи. 
Передумовою для соціального натуралізму, є, зокрема, ідеї стоїків, Дж. Локка, ідеологів Просвітництва XVII — XVIII століть, С. Оріховського, Г. Сковороди, Е.Дюркгейма та інших мислителів-натуралістів. У світлі соціального натуралізму по-новому трактуються і вирішуються проблеми соціальних наук, у тому числі ті, що є сучасними викликами для людства. З цієї теорії випливає необхідність конвергенції соціальних наук з науками природничими. Соціальні науки визнаються як особливий вид природничих наук, що відрізняється від фізичних і біологічних наук. 
За метотодологічним принципом соціального натуралізму має формуватися нова "натуралістична" соціальна культура громадян, складовими якої стануть такі науки: 
- "натуралістична" філософія;
- "натуралістична" соціологія;
- "натуралістична" політологія;
- "натуралістична" економічна наука;
- "натуралістична" юриспруденція;
- "натуралістична" психологія;
- "натуралістична" педагогіка та ін.